# Julio Llorente (voetballer)
Julio Llorente Gento (Valladolid, 14 juni 1966) is een voormalig Spaans voetballer. Llorente was een verdediger die voornamelijk als rechtsachter werd opgesteld. Hij is het neefje van Paco Gento.

## Carrière
Julio stapte net als zijn ooms Antonio, Julio en Paco Gento en zijn oudere broer Francisco in de voetbalsport. Hij genoot zijn jeugdopleiding bij Real Madrid en stroomde via Real Madrid Castilla door naar het eerste elftal van de club. Hij werd meteen uitgeleend aan RCD Mallorca, waarmee hij uit de Primera División degradeerde. Bij zijn terugkeer deelde hij twee seizoenen de kleedkamer met zijn broer Francisco, maar in die twee seizoenen speelde hij slechts 27 wedstrijden voor de Koninklijke (20 in de competitie, 7 in Europacup I). In 1990 koos hij dan ook voor een transfer naar CD Tenerife, waar hij wél een vaste waarde werd. Hij kwam met de eilandclub negen seizoenen uit in de Primera División en bereikte in 1997 de halve finale van de UEFA Cup, waar de club na verlengingen de boot in ging tegen Schalke 04. Na de degradatie in 1999 maakte hij een laatste transfer naar UD Salamanca, dat eveneens naar de Segunda División A was gezakt. Na één jaar bij Salamanca stopte hij met voetballen.

## Familie
Julio is de zoon van María Antonia Gento López, de zus van Real Madrid-legende Paco Gento. Met Antonio en Julio hadden nog twee andere broers van haar een (weliswaar minder rijkelijk) verleden bij Real Madrid. María Antonia bracht op haar beurt een heuse sportfamilie voort: twee van haar zonen (Francisco en Julio) werden voetballer en twee andere (José Luis en Antonio) basketbalspelers.

## Erelijst

### Speler
Met Real Madrid:
- Primera División (2): 1988/89 en 1989/90
- Copa del Rey (1): 1988/89
- Supercopa de España (2): 1988, 1989